# لوباتو (بارانا)
لوباتو، بارانا بلدية في ولاية بارانا في المنطقة الجنوبية من البرازيل.